# NGC 1048
NGC 1048 ist eine Linsenförmige Galaxie mit aktivem Galaxienkern vom Hubble-Typ SB0/a im Sternbild Walfisch südlich der Ekliptik. Sie ist schätzungsweise 518 Millionen Lichtjahre von der Milchstraße entfernt und hat einen Durchmesser von etwa 150.000 Lichtjahren. Gemeinsam mit PGC 10137 bildet sie ein gravitativ gebundenes Galaxienpaar.

Im selben Himmelsareal befinden sich u. a. die Galaxien NGC 1033, NGC 1042, NGC 1047, NGC 1052.
Das Objekt wurde von Lewis A. Swift am 10. November 1885 entdeckt.